# Renzo Morigi
Renzo Morigi (Ravena, 28 de fevereiro de 1895 — Bolonha, 13 de abril de 1962) foi um atirador esportivo italiano. Ele foi campeão olímpico na categoria de tiro rápido 25 metros masculino nos Jogos Olímpicos de Verão de 1932 em Los Angeles.
Além da carreira desportiva, Morigi serviu às Formas Armadas Italianas na Primeira Guerra Mundial e filiou-se ao Partido Nacional Fascista em 1921. Ele liderou as ações dos camisas-negras na região de Emília.